# Kanton Tinchebray
Der Kanton Tinchebray war von 1790 bis 2015 ein französischer Kanton im Arrondissement Argentan, im Département Orne und in der Region Basse-Normandie; sein Hauptort war Tinchebray-Bocage. Der Kanton war 156,28 km² groß und hatte (1999) 8.290 Einwohner, was einer Bevölkerungsdichte von 53 Einwohnern pro km² entsprach. Er lag im Mittel auf 242 Meter über dem Meeresspiegel, zwischen 106 m in Saint-Pierre-d’Entremont und 367 m in Saint-Christophe-de-Chaulieu.

## Gemeinden
Der Kanton bestand aus acht Gemeinden:
| Gemeinde                      | Einwohner Jahr | Fläche km² | Bevölkerungsdichte | Code INSEE | Postleitzahl |
| ----------------------------- | -------------- | ---------- | ------------------ | ---------- | ------------ |
| Chanu                         | 1.277 (2013)   | –          | – Einw./km²        | 61093      | 61800        |
| Le Ménil-Ciboult              | 131 (2013)     | –          | – Einw./km²        | 61262      | 61800        |
| Moncy                         | 248 (2013)     | –          | – Einw./km²        | 61281      | 61800        |
| Montsecret-Clairefougère      | 693 (2013)     | –          | – Einw./km²        | 61292      | 61800        |
| Saint-Christophe-de-Chaulieu  | 90 (2013)      | –          | – Einw./km²        | 61374      | 61800        |
| Saint-Pierre-d’Entremont      | 720 (2013)     | –          | – Einw./km²        | 61445      | 61800        |
| Saint-Quentin-les-Chardonnets | 322 (2013)     | –          | – Einw./km²        | 61451      | 61800        |
| Tinchebray-Bocage             | 5.052 (2013)   | –          | – Einw./km²        | 61486      | 61800        |

## Bevölkerungsentwicklung
| 1962 | 1968 | 1975 | 1982 | 1990 | 1999 | 2006 |
| ---- | ---- | ---- | ---- | ---- | ---- | ---- |
| 9137 | 8764 | 8392 | 8470 | 8196 | 8290 | 8398 |

## Ehemalige Gemeinden
Im Kanton Tinchebray lagen folgende, heute nicht mehr existierenden Gemeinden:
- Beauchêne, Frênes, Larchamp, Saint-Cornier-des-Landes, Saint-Jean-des-Bois, Tinchebray und Yvrandes wurden am 1. Januar 2015 zur neuen Gemeinde Tinchebray-Bocage zusammengeschlossen.
- Clairefougère und Montsecret wurden am 1. Januar 2015 zur neuen Gemeinde Montsecret-Clairefougère zusammengeschlossen.